# 于鑫慧
于鑫慧（1996年2月27日—），女，江苏如东人，中华人民共和国人物。2020年1月，當武漢市爆發COVID-19疫情時以護士身分響應志願服務，嗣後數月因疫情當中擔任義工一事，獲中國各媒體冠以「最美逆行者」、「最美援鄂女護士」及「最美抗疫女護士」等頭銜，同時陸續獲得各種嘉獎，如：「江蘇最美抗疫青年先鋒」及「2020年南通五四青年獎章」，以及火線加入中國共產黨等等。同年10月，遭揭露學歷造假、职业造假，且沒有護士資格證。而且，因为借贷纠纷被起诉，后被列入失信被執行人名單。

## 生平
于鑫慧是江苏省如东县洋口镇闸西村村民。

### 赴鄂抗疫
2020年2月，于鑫慧以護士志工名義響應國家號召投入爆發疫情的武漢市。3月在武漢申請入黨，中國共產黨以快速方式核准入黨。

### 媒体宣传
于鑫慧家鄉的江海晚报和南通发布率先報導她的抗疫事蹟後，人民网、新华网、湖北日报、长江日报、湖北广电总台等中國各大媒體也跟進了報導。此外，她還獲江蘇省委評為2020年3月“江苏好人榜”、「最美青年抗疫先锋」、江蘇省南通市委評為「2020年南通五四青年獎章」及入選中共中央宣傳部等主辦的2019年学雷锋志愿服务“四个100”先进典型暨疫情防控最美志愿者。

### 加入军队
在中國央視專訪裡透露從軍願望，並稱「我想嫁给兵哥哥想成为一名伟大的军嫂」。嗣後中國人民解放軍中部戰區迅速讓她特例入伍取得軍職。后来，還經央視安排相親後認識同為軍人的王林，同年10月與王林訂婚。

### 身份造假被曝光
訂婚後不久即爆出于鑫慧翻車事件，其實她早已是結婚生子狀態，還有各種騙錢的行為，而王林也爆出為了與于交往而用威脅手段與前女友分手。
于鑫慧还遭揭露學歷造假、职业造假，且沒有護士資格證。而且，因为借贷纠纷被起诉，后被列入失信被執行人名單。
10月17日，如东县洋口镇中心卫生院在其官方微信公众号发文，称于鑫慧系该院劳务派遣职工，从事内勤工作。